# Andrena davisi
Andrena davisi is een vliesvleugelig insect uit de familie Andrenidae. De wetenschappelijke naam van de soort is voor het eerst geldig gepubliceerd in 1907 door Henry Lorenz Viereck.